# 长征渠引水工程
长征渠引水工程是四川省和重庆市规划建设的将大渡河最大支流青衣江引入四川盆地的水利工程，横跨四川省的眉山、乐山、内江、资阳、自贡、宜宾、泸州7市和重庆市的大足、荣昌、铜梁等15个区及高新区、两江新区的全部或部分区域，沿途灌溉面积1400万亩。总干渠规划从四川省雅安市洪雅县青衣江飞仙关处引水，规划年平均可引水50亿m³。工程预计在“十四五”期间开工。